# قسطنطين بابادوبولوس
قسطنطين بابادوبولوس هو لاعب كرة قدم يوناني في مركز الوسط، ولد في 18 ديسمبر 1976 في أثينا في اليونان. لعب مع نادي أستيراس تريبوليس.

## وصلات خارجية
- قسطنطين بابادوبولوس على موقع عالم كرة القدم.نت (الإنجليزية)